# T'ezhlerr
T'ezhlerr är ett berg i Armenien. Det ligger i den nordvästra delen av landet, 60 kilometer norr om huvudstaden Jerevan. Toppen på T'ezhlerr är 3 101 meter över havet.
Terrängen runt T'ezhlerr är kuperad åt nordost, men åt sydväst är den bergig. T'ezhlerr är den högsta punkten i trakten. Närmaste större samhälle är Vanadzor, 16,8 kilometer nordväst om T'ezhlerr. 
Trakten runt T'ezhlerr består i huvudsak av gräsmarker. Runt T'ezhlerr är det ganska tätbefolkat, med 149 invånare per kvadratkilometer.